# Vittorio Veneto
Vittorio Veneto – miejscowość i gmina we Włoszech, w regionie Wenecja Euganejska, w prowincji Treviso.
Według danych na rok 2004 gminę zamieszkuje 29 175 osób, 355,8 os./km².

## Historia
W starożytności tereny te były zamieszkane przez plemiona Celtów i Wenetów. W I wieku p.n.e. cesarz Oktawian August kazał założyć fort castrum cenetense, broniący okoliczną równinę. Fort ten stał się zalążkiem miasta Ceneda. Miasto zyskało na znaczeniu po tym jak Oderzo zostało zniszczone przez Longobardów w 667 r. n.e. W 951 r. cesarz Otton I nadał lokalnemu biskupowi przywileje, które zostały uchylone w 1768. W 1389 Ceneda została przyłączona do Republiki Weneckiej.
W 1866 Ceneda i pobliskie miasto Serravalle zostało połączone w jedno miasto. Nadano mu nazwę Vittorio, na cześć króla Wiktora Emanuela II. Drugi człon nazwy, Veneto nadano w 1923.